# Tornos kimballi
Tornos kimballi är en fjärilsart som beskrevs av Frederick H. Rindge 1954. Tornos kimballi ingår i släktet Tornos och familjen mätare. Inga underarter finns listade i Catalogue of Life.